# Theseobacteraceae
Famille
Les "Candidatus Theseobacteraceae" forment une famille de bactéries de l'ordre Candidatus Theseobacterales du phylum candidat Auribacterota du règne des Bacteria.

## Historique
Cette famille est proposée en 2022 par T. J. Williams sous le nom de "candidatus Theseobacteraceae" pour contenir les bactéries non cultivables de l'espèce "candidatus Theseobacter exili" identifiées dans les profondeurs d'une mine d'or et connues depuis la publication de Momper sous le nom de "MAG SURF_26",.

## Taxonomie
Le nom de candidatus Theseobacteraceae" a été publié de manière non valide et ce nouveau nom est considéré comme le nom préféré et non pas le nom correct.

### Étymologie
L'étymologie du nom de la famille Theseobacteraceae est la suivante :  The.se.o.bac.tera’ce.ae. N.L. fem. pl. n. Theseobacteraceae, la famille des Theseobacter,.

### Liste des genres
Selon la base de nomenclature LPSN (09/08/2023), cette famille ne contient qu'un genre candidat :
- "Candidatus Theseobacter" Williams et al. 2022 nom préféré (nom non correct)